# Доротенко, Лидия Ивановна
Лидия Ивановна Доротенко (род. 18 августа 1931, Ленинград) — советская и российская киноактриса, бригадир массовки, ассистент по актёрам киностудии и продюсерской компании Ленфильм, проработала в нём полвека и снялась более чем в 100 фильмах.

## Биография
Родилась 18 августа 1931 года в Ленинграде.
В 1961 году Доротенко начала заниматься своей творческой деятельностью, а потом стала работником на «Ленфильме». Данная студия её называет легендой эпизодических ролей, так как она работала с Ленфильмом почти полвека — бригадир массовки, ассистент по актёрам. Первой визитной карточкой стал фильм «Полосатый рейс», после которого её начали приглашать сниматься в десятки других известных фильмов, а на сегодняшний год, фильмография Доротенко составляет более чем в тысячу фильмов.
Проживает в своём родном Санкт-Петербурге, и судя по её интервью, уходить из фильмов она не собирается.

### Оценочные мнения
Для массовки режиссеру требовалось много народу, лица в кадре должны были постоянно меняться, как на вокзале. По несколько сотен статистов умудрялась набрать сотрудница «Ленфильма» Лидия Доротенко. Она справилась и с другой задачей — найти вора. Артистам эта роль оказалась не под силу. Лидия Доротенко, ассистент режиссера: «Это был настоящий вор. Гурченко его когда увидела, сказала, что он актер от Бога. А Рязанов попросил, чтобы его караулили. Он все отыграл, но в Москву не поехал», НТВ.

### Упоминания в прессе
Шла маленькая ленинградская девочка по Каменноостровскому проспекту, где на нее и обратила внимание ассистент режиссера Лидия Доротенко. Словом, все было так, как в настоящем кино и мечтах: «Девочка, хочешь сниматься в кино?», говорится в прессе. 

## Фильмография
- 2019 — Настя (не был завершён)
- 2016 — Петербург. Только по любви (Просто концерт|История 6-я), (квартирная хозяйка)
- 2015 — Убийство на троих (Аэлита Ивановна)
- 2015 — Такая работа (Волчонок|26-я серия), (Инна Михайловна, мама Дарницкого)
- 2015 — Рождённая звездой (гардеробщица), (нет в титрах)
- 2015 — Охотник за головами (соседка)
- 2015 — Красная королева | Червона королева (Россия, Украина), (нет в титрах), (эпизод)
- 2015 — Замок (мать)
- 2015 — Граница времени (Муза маньяка | 15-я серия), (Тамара Ивановна, бабушка Ульяны), (нет в титрах)
- 2015 — Гороскоп на удачу (вахтёрша)
- 2015 — Белая стрела. Возмездие (Тихая обитель | 3-я серия), (эпизод)
- 2014 — Тальянка (эпизод)
- 2013 — Шаман-2 (Дело чести | Фильм № 14), (эпизод)
- 2013 — Тариф на прошлое (уборщица)
- 2013 — Разрешите тебя поцеловать… на свадьбе (соседка)
- 2013 — Задания особой важности. Операция «Тайфун» (женщина на пересылке)
- 2012 — Хвост (Чужое счастье | 12-я серия), (пенсионерка)
- 2012 — Улицы разбитых фонарей-12 (Неудачные пробы | 8-я серия), (Мария Степановна Кудрявцева)
- 2012 — Тайны следствия-12 (Нелюдь | Фильм 2-й), (пострадавшая старушка)
- 2012 — Принцип Хабарова (Клуб «Салазар» | Фильм № 8), (соседка)
- 2012 — Наружное наблюдение
- 2011 — Я ехала домой… (эпизод)
- 2011 — Сквот (старушка)
- 2011 — Приставы (Выбор | 20-я серия), (эпизод)
- 2011 — Пётр Первый. Завещание (эпизод)
- 2011 — Жила-была одна баба (эпизод)
- 2011 — Дорогой мой человек (эпизод)
- 2010 — Последняя встреча («мамаша» в кафе)
- 2010 — Наших бьют! (пенсионерка)
- 2010 — Морские дьяволы — 4 (Человек за бортом | 10-я серия), (женщина на остановке)
- 2010 — Исполнительный лист (соседка наркомана)
- 2010 — Врач (эпизод)
- 2009 — Опергруппа (Уловка авторитета | Фильм № 2), (эпизод)
- 2009 — Катерина. Возвращение любви (техничка в детском доме)
- 2009 — Итальянцы | Italians (Италия) (мать миллионера Кабаенко), (нет в титрах)
- 2009 — Анна Каренина (эпизод)
- 2008 — Храни меня, дождь (эпизод)
- 2008 — Придел Ангела (эпизод)
- 2008 — Передел. Кровь с молоком (эпизод)
- 2008 — Мы из будущего (Авдотья, старушка с молоком в 1942 году)
- 2008 — Морфий (босая женщина без юбки)
- 2008 — Каменная башка (эпизод)
- 2007 — Яр (эпизод)
- 2007 — Самый лучший фильм (старушка)
- 2007 — Попытка к бегству (Чужое дежурство | фильм 2), (Дуся Ковяткина)
- 2007 — Ораниенбаум. Серебряный самурай (костюмер)
- 2007 — Опера-3. Хроники убойного отдела (Ян и Инь | фильм 18), (бабуля)
- 2007 — Ленинград (эпизод)
- 2007 — В ожидании чуда (бабушка Майи)
- 2007 — Братья, 1-я серия (пассажирка)
- 2006 — Червь (эпизод)
- 2006 — Сонька Золотая Ручка (Меланья)
- 2006 — Секретная служба Его Величества (Пистолет Морозова | Фильм № 5), (нищая)
- 2006 — Меченосец | Sword Bearer, The (эпизод)
- 2006 — Ментовские войны-3 (Второй фронт | Фильм № 3), (соседка Шмидта)
- 2006 — Ленинградец (эпизод)
- 2006 — Короткое дыхание (эпизод)
- 2006 — Контора (Похитители душ | 4-я серия, эпизод)
- 2006 — Защита Красина (наркоманка из притона)
- 2005 — Мастер и Маргарита (старушка в Торгсине), (нет в титрах)
- 2005 — Королевство кривых…бабушка-националистка, 8-я серия)
- 2004 — Улицы разбитых фонарей-6 (Портрет баронессы | 3-я серия), (эпизод)
- 2004 — Потерявшие солнце (хозяйка квартиры)
- 2004 — Мангуст-2 (Папина дочка | 1-я серия), (эпизод)
- 2004 — Легенда о Тампуке (эпизод)
- 2004 — Винтовая лестница (эпизод)
- 2003 — Русские страшилки (Суйский овал | 18-я серия), (администратор Дома Культуры г. Суйска)
- 2003 — Как в старом детективе (эпизод)
- 2003 — Бандитский Петербург — 5 (Опер) (роль: дворник), (1-я серия)
- 2001 — 2004 — Чёрный ворон (матушка)
- 2001 — Улицы разбитых фонарей-3 (Снежный барс | 20-я серия), (Лидия Ивановна, работница почты)
- 2001 — По имени Барон (эпизод)
- 2001 — Любовь и другие кошмары (эпизод)
- 2001 — Львиная доля (женщина на вокзале)
- 2001 — Агент национальной безопасности-3 (Заколдованный город | 1-я серия), (бомжиха)
- 2000 — Убойная сила-1 (Мера пресечения | Фильм № 9), (Кузьмина, пенсионерка в квартире без воды)
- 2000 — Мифы. Сочинушки (короткометражный), (эпизод)
- 2000 — Агент национальной безопасности-2 (Человек без лица | 4 и 5 серия), (эпизод)
- 1999 — Чёрный фраер (старушка)
- 1999 — Улицы разбитых фонарей-2 (Новое слово в живописи | 6-я серия), (хозяйка квартиры)
- 1998 — Улицы разбитых фонарей-1 (Охота на крыс | 23-я серия), (уборщица)
- 1997 — История про Ричарда, Милорда и прекрасную Жар-птицу (старушка на толкучке)
- 1997 — Внук
- 1997 — Брат (соседка по коммуналке)
- 1994 — Русская симфония (активистка)
- 1993 — Окно в Париж | Window to Paris | Salades russes (Россия, Франция), (пассажирка)
- 1993 — Кумпарсита (Россия — Украина), (Дарья, жительница деревни)
- 1991 — Самостоятельная жизнь | Une vie indépendante
- 1988 — Одно воскресенье (женщина на встрече по жилищному обмену)
- 1986 — Последний старик деревни (фильм-спектакль)
- 1984 — Прохиндиада, или Бег на месте (зрительница на спектакле «Три сестры»)
- 1982 — Остров сокровищ (посетительница трактира)
- 1981 — 20 декабря (соседка Рыкова)
- 1980 — Тростинка на ветру (эпизод)
- 1980 — Последний побег (Еремеева, мамаша)
- 1980 — Казначейша (крестьянка)
- 1979 — В моей смерти прошу винить Клаву К. (нянечка)
- 1978 — Уходя — уходи (пассажирка электрички)
- 1978 — Ошибки юности (тётя Зина)
- 1978 — Молодая жена (гостья на свадьбе)
- 1977 — Сумка инкассатора (понятая)
- 1977 — Открытая книга (Бородулина, 5-я серия)
- 1974 — Рождённая революцией (Трудная осень | 1-я серия), (женщина на митинге)
- 1974 — Полосатый рейс (эпизод)

## Издания

### Газеты и журналы
- Журнал "Адреса Петербурга". Текст: Анна Рябчикова. N 48/62[2]
- Газета "Колтуши" | Стоп! Снято. Я люблю кино!! | №05[16]
- Фильм! Фильм! Фильм! - Газета «Всеволожск Городская жизнь»[17]
- Ольга Метёлкина. «Волшебный луч», который не гаснет 120 лет. «Вечерний Ставрополь» - первая городская газета[18]